# Stiphropus melas
Stiphropus melas är en spindelart som beskrevs av Jean-François Jézéquel 1966. Stiphropus melas ingår i släktet Stiphropus och familjen krabbspindlar.
Artens utbredningsområde är Elfenbenskusten. Inga underarter finns listade i Catalogue of Life.